# 隐柄尖嘴蕨
隐柄尖嘴蕨（学名：Belvisia henryi）为水龙骨科尖嘴蕨属下的一个种。

## 扩展阅读
- 維基物種上的相關：隐柄尖嘴蕨